# Zoom-эффект
Zoom-эффект — фотографический эффект, достигаемый путём изменения фокусного расстояния объектива непосредственно в момент экспозиции при сравнительно длинной выдержке. Применение эффекта даёт ощущение быстрого движения объекта съёмки к зрителю, привнося динамику в статичные сюжеты.
Реализуется как вручную (поворотом кольца зум-объектива одновременно с нажатием кнопки спуска затвора), так и автоматически (например, с помощью функции «PowerZoom»). Ручная реализация требует навыка, поскольку поворот кольца зумирования должен осуществляться быстро, но без смещения и тряски камеры (во избежание появления эффекта «шевелёнки»). Кроме того, нажатие на спуск и поворот должны быть синхронизированы очень точно. Отчасти при ручной реализации могут помочь спусковой тросик и штатив. Кроме того, Zoom-эффект недостижим на достаточно коротких выдержках (короче ≈1/30 сек). Кроме того, поскольку яркие участки при размытии начинают перекрывать тени, то стоит ввести экспокоррекцию −0,5 EV или −1 EV, чтобы фотография не выглядела слишком плоской.
Степень эффекта зависит от:
- выдержки;
- скорости и равномерности поворота кольца трансфокатора;
- удалённости от объекта съёмки;
- фокусных расстояний (в пределах которых произошло смещение кольца) как таковых и их соотношения.

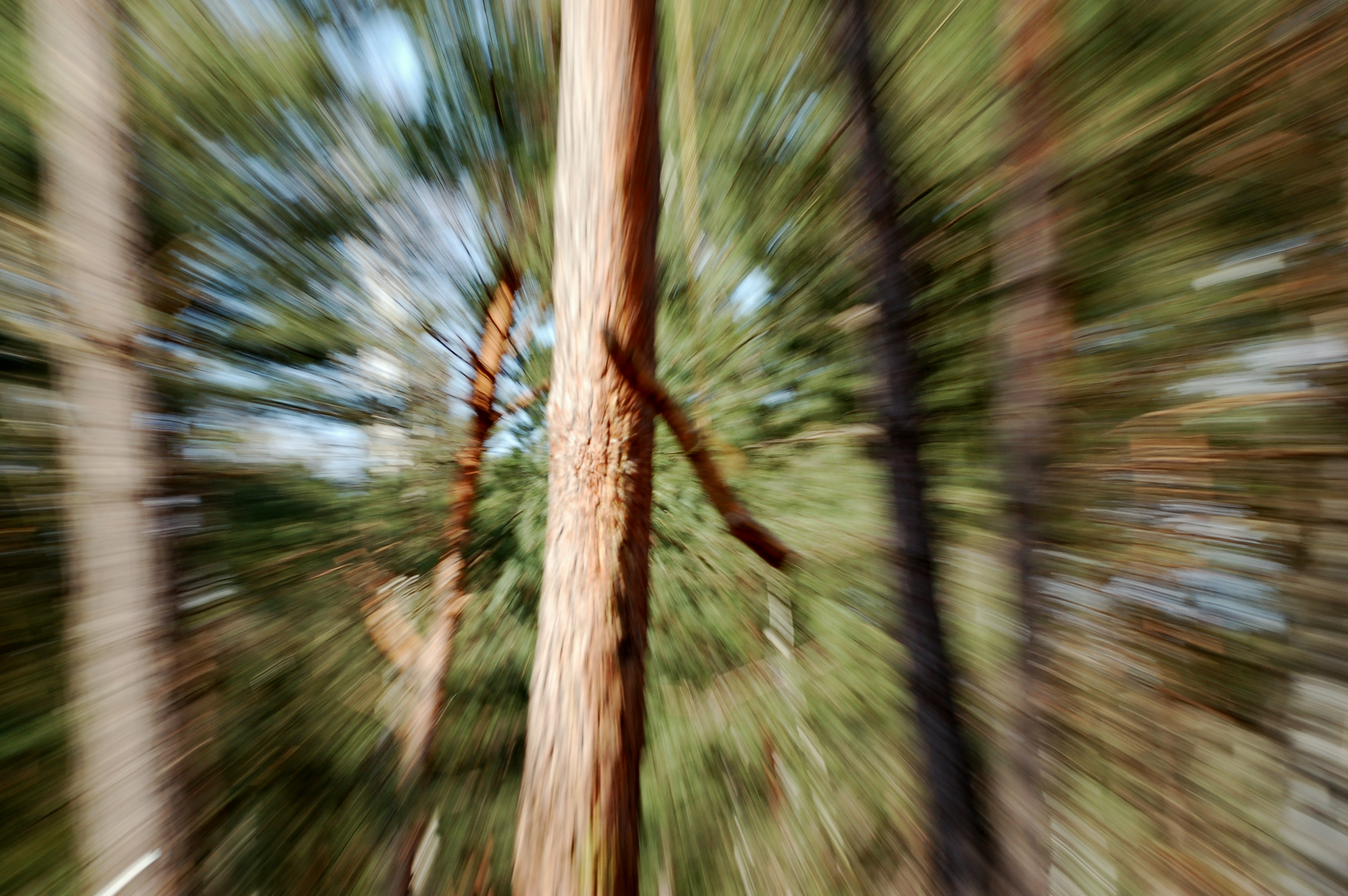
Пример более сильного Zoom-эффекта
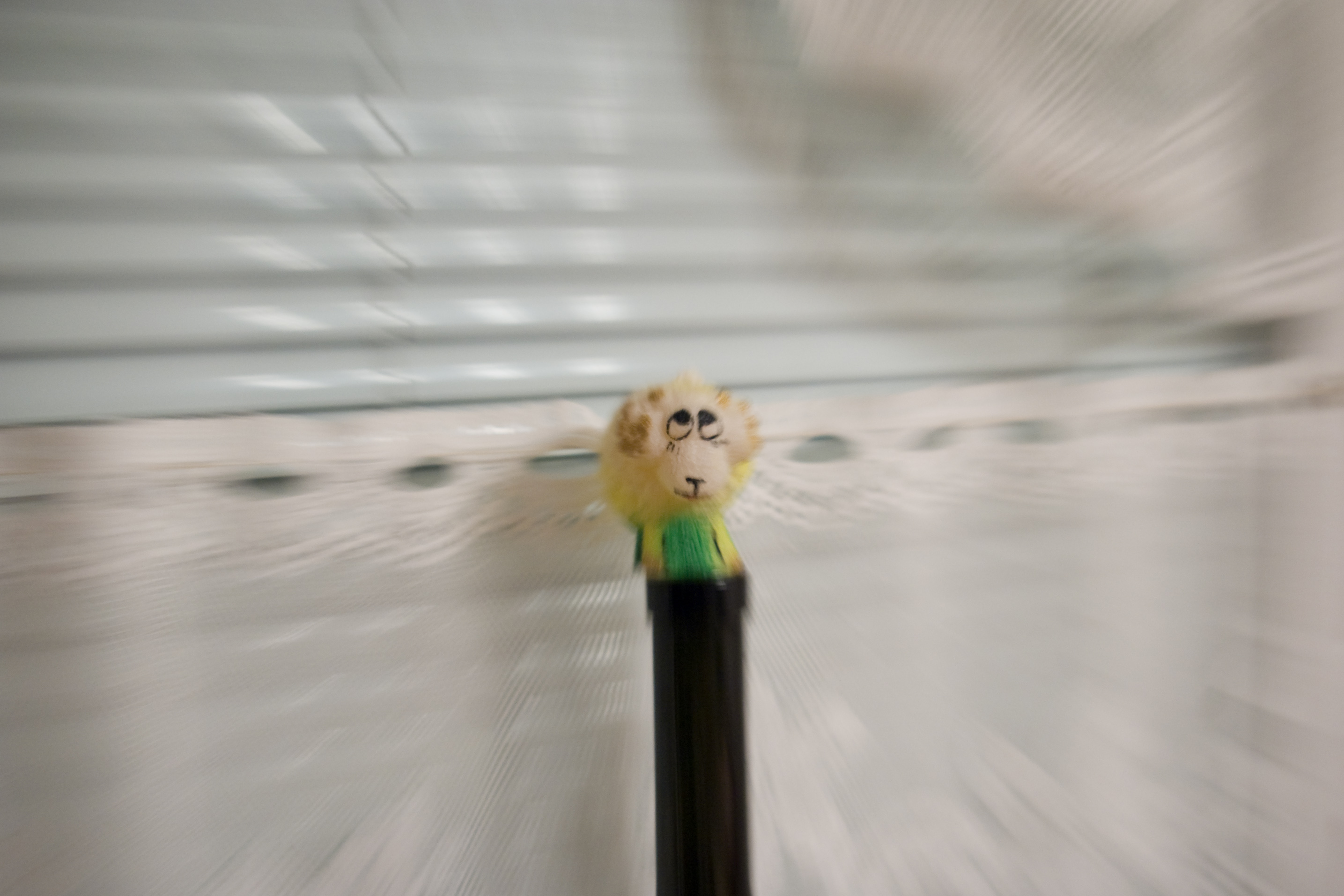
Пример менее сильного Zoom-эффекта
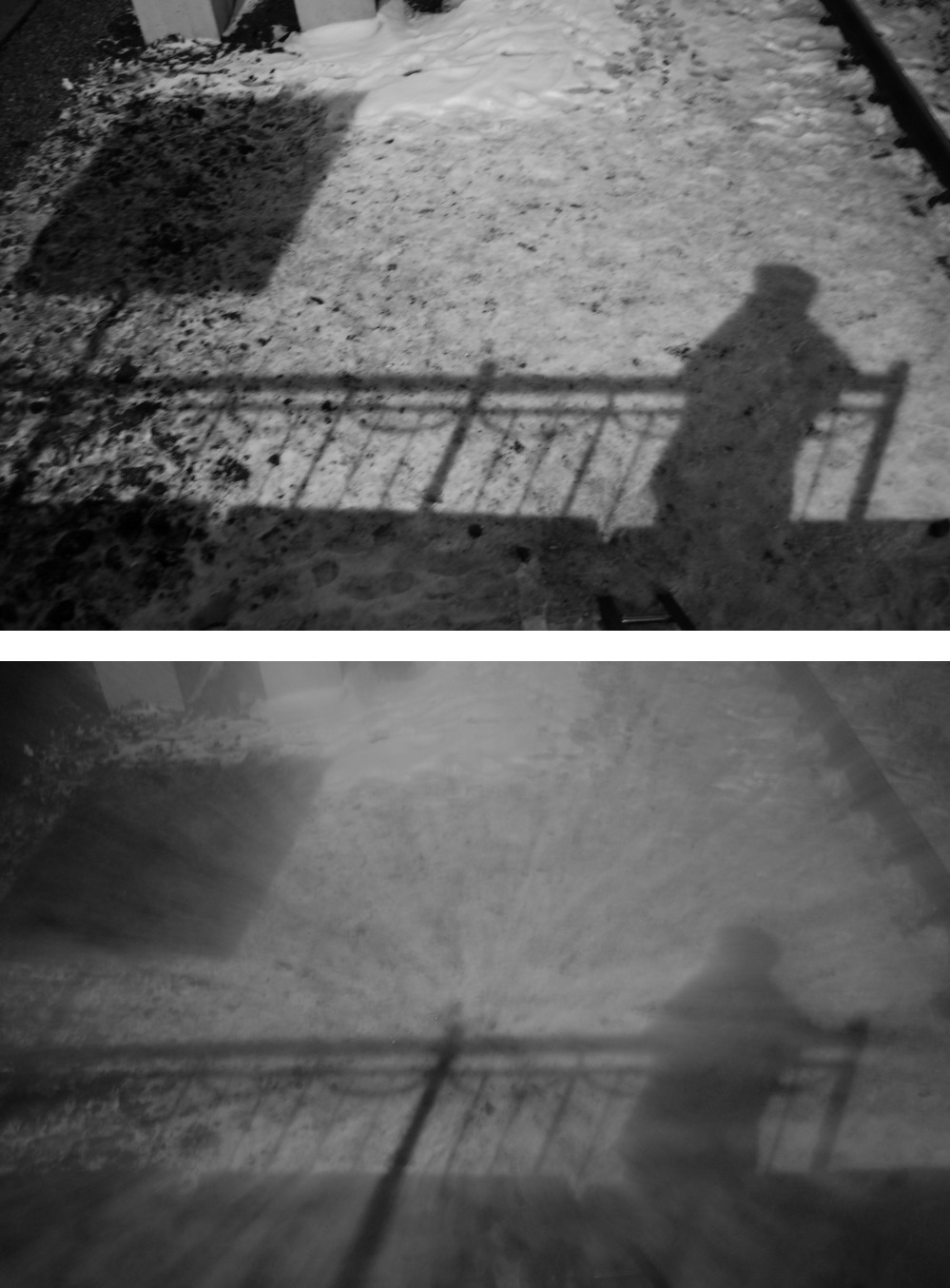
Zoom-эффект
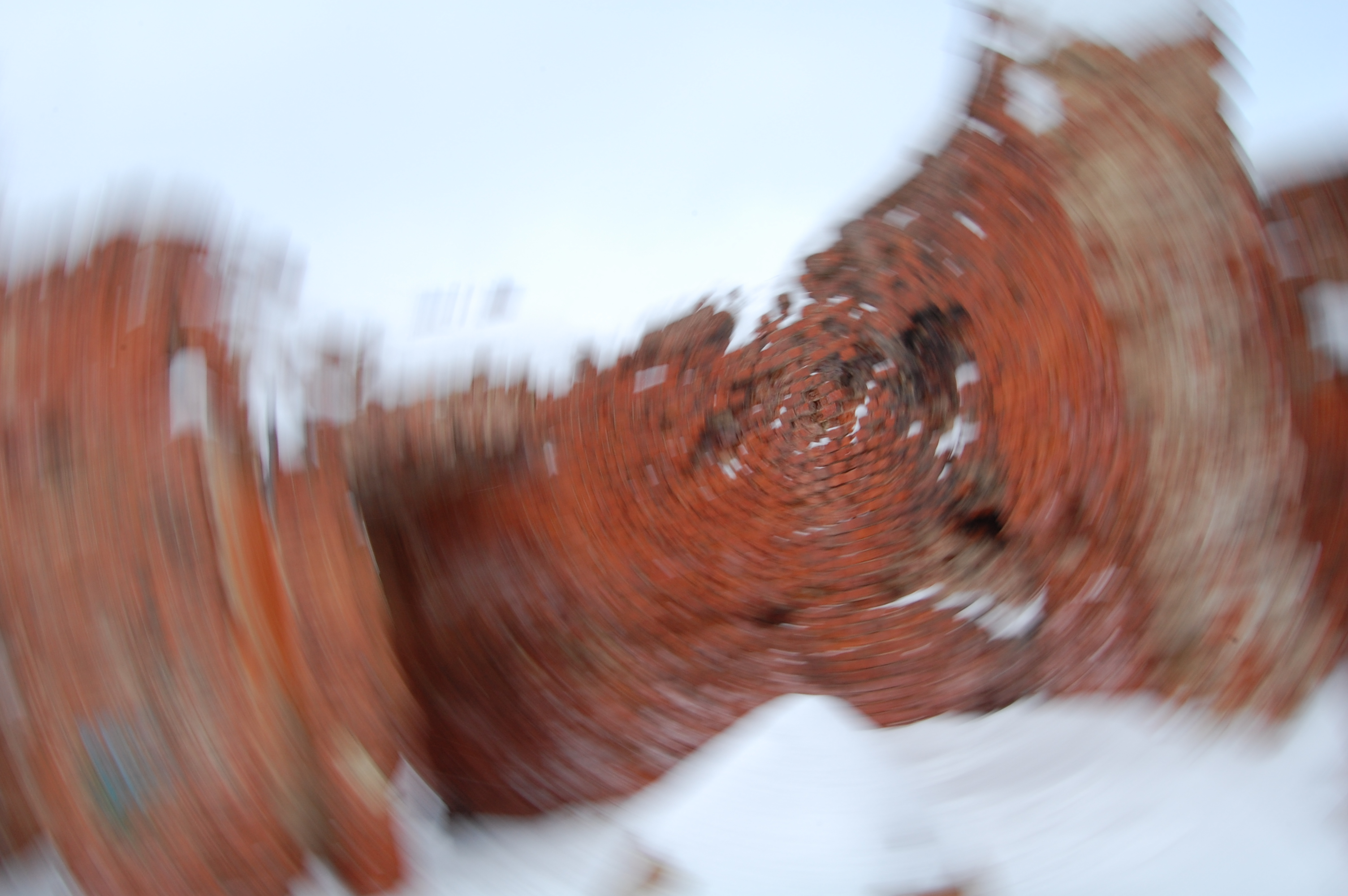
Zoom-эффект + вращение.

## Имитация
Схожего эффекта можно добиться при фотопечати (увеличивая/уменьшая кратность фотоотпечатка при экспозиции), а также при компьютерной обработке фотографий с помощью графического редактора.